# Fensterputzen

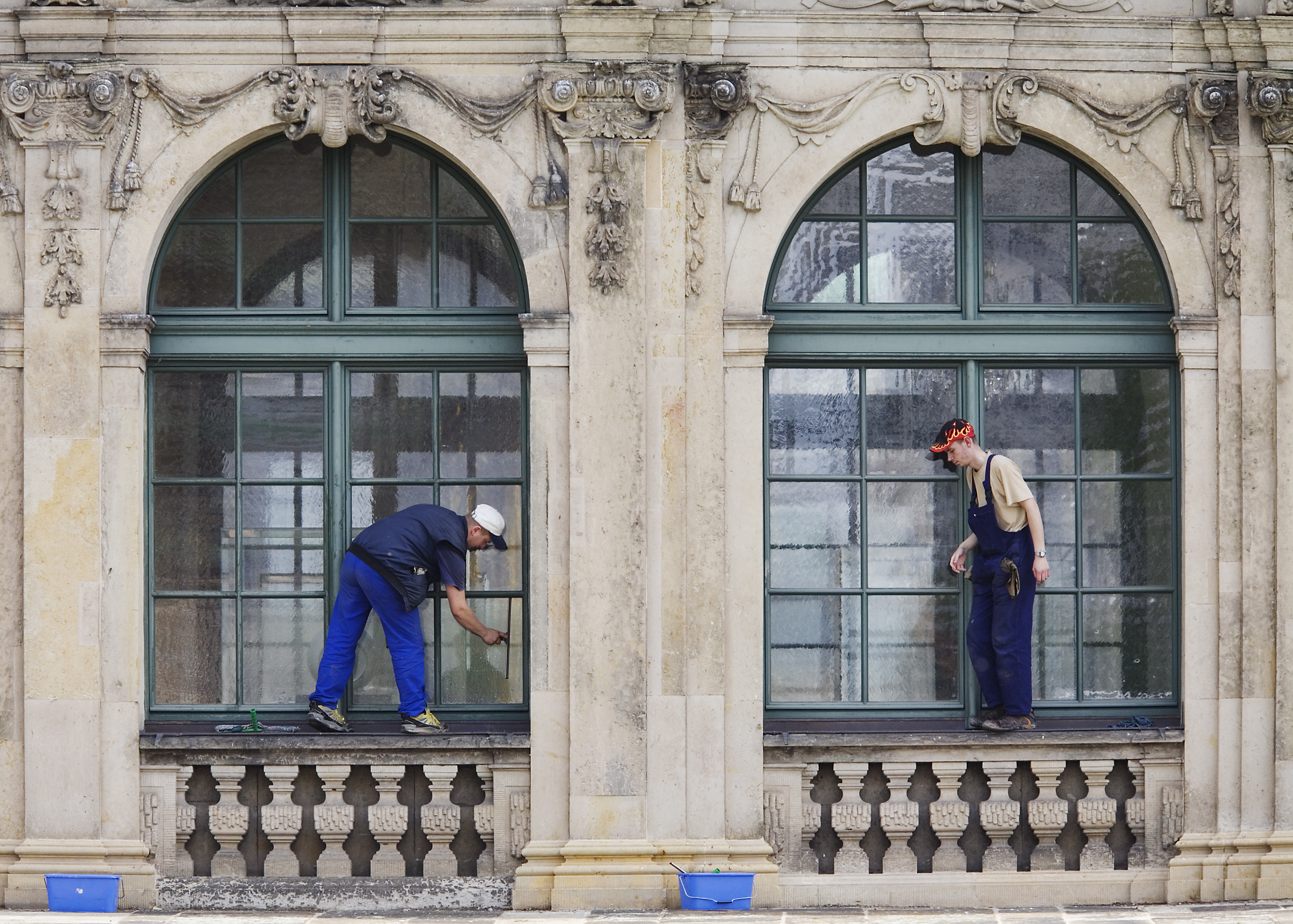
Fensterputzer in Dresden

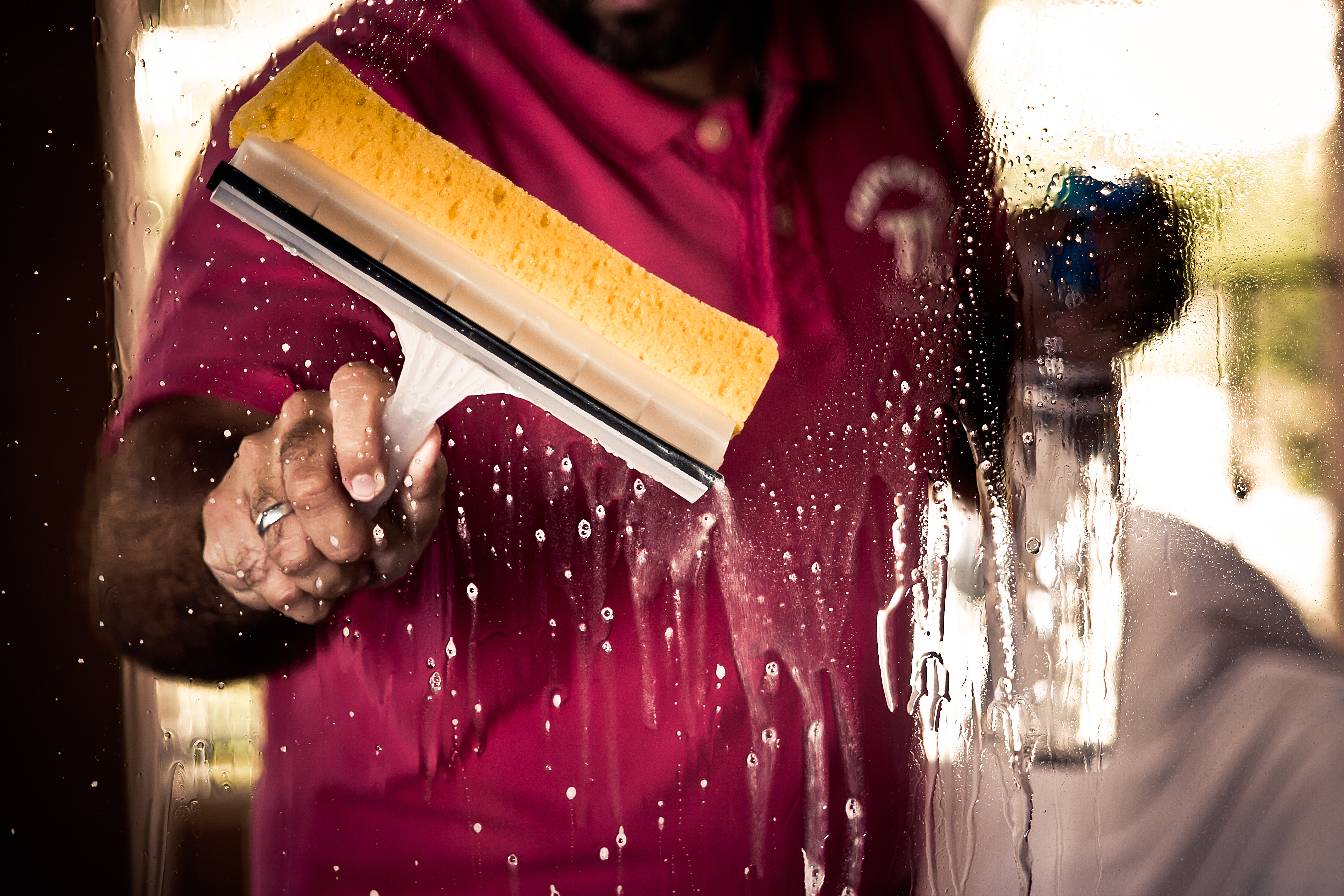
Putzen einer Glasscheibe

Als Fensterputzen wird die Tätigkeit, ein Fenster zu reinigen und zu putzen, bezeichnet. Hierzu zählen die Reinigung der Außen- und Innenseite des Glases sowie des Gitters bzw. Fensterrahmen und weiterer angebrachter Gegenstände. Neben Hygiene- und Sauberkeitszwecken oder allgemeiner Ordnung im Haushalt wird sie für dekorative Zwecke und eine spezielle Beleuchtung betrieben.

## Beruf
Die Tätigkeit kann sowohl privat im eigenen Haushalt als auch beruflich von sogenannten Fensterputzern oder anderen Reinigungskräften ausgeübt werden. Arbeit finden Fensterputzer bei Reinigungsfirmen, privaten Haushalten, öffentlichen Diensten oder in größeren Unternehmen. Ein Großteil der Arbeitsplätze ist eine geringfügige Beschäftigung, die in Teilzeitarbeit und oft Zeitarbeit ausgeübt wird. Da für den Beruf nicht zwingend eine Ausbildung benötigt wird zählt sie zu den Hilfsarbeiten. Ausnahme bildet hierbei der Beruf des Gebäudereiniger.
Allerdings wird der Beruf immer stärker automatisiert und so werden auch Fensterreinigungsroboter, selbstreinigende Fenster und andere automatische Reinigungsmaschinen eingesetzt werden, um Personal zu sparen.

## Werkzeuge
Zu den Standardwerkzeugen gehören Putzschwamm und Putzlappen oder Fensterwischer (Abzieher) mit einem speziellen Fensterreinigungsmittel, das dafür sorgen soll, dass Schmutz verschwindet. Bei Temperaturen unter dem Gefrierpunkt werden der Lösung Gefrierschutzchemikalien zugesetzt, um zu verhindern, dass sie auf der Scheibe kristallisieren, bevor sie abgeschleudert wird. Des Weiteren können auch Hochdruckreiniger und Teleskopstangen zum Einsatz kommen. Besonders bei Fahrzeugen werden im Winter Eiskratzer verwendet, um das Eis von der glatten Oberfläche des Glases zu entfernen und die Sicht wieder frei zu machen. Die Entwicklung geht in Richtung Automatisierung, wofür Technologien wie Fensterreinigungsroboter, selbstreinigende Fenster und Smart-Home-Systeme genutzt werden.
Typische Werkzeuge zur Glas- und Fensterreinigung sind außerdem:
Einwascher (Strip)
Diese werden zum Benetzen der Glasscheibe verwendet. Die Bezüge bestehen meist aus synthetischen Materialien oder Mikrofasern. Sie werden über einen Halter aus Kunststoff und Aluminium gezogen und seitlich mithilfe von Druckknöpfen oder Klettverschluss befestigt.
Gelenkwischer
Dies ist ein Fensterwischer, bei dem der Griff seitlich verdrehbar ist.
Holster/Köcher
Ein Holster wird am Gürtel getragen oder umgehängt. In ihm können Einwascher und Abzieher abgelegt werden, um zu vermeiden, dass diese verschmutzen.
Fensterklinge (Glashobel)
Diese besteht aus Metall und wird zur Entfernung haftender Verschmutzungen verwendet.
Fensterleder
Diese werden aus Schaf- oder Ziegenfellen hergestellt. Eine besonders gute Qualität hat Chamois-Leder, das aus der Haut der Gämse hergestellt wird.
Poliertücher
Poliertücher bestehen aus Leinenfasern. Sie werden nebelfeucht zum Polieren der Fensterscheibe eingesetzt.
Neoprenhandschuhe
Sie werden aufgrund der guten Isolationswirkung bei niedrigen Außentemperaturen eingesetzt.
SchutzhandschuheDiese sind zum Schutz vor Reinigungsmittellösungen gedacht.
Fensterschlüssel
Sie werden benötigt, wenn Fenster zur Reinigung seitlich geöffnet werden müssen. Es kommen Inbus- oder andere Mehrkantschlüssel oder handelsübliche Schraubendreher zum Einsatz.

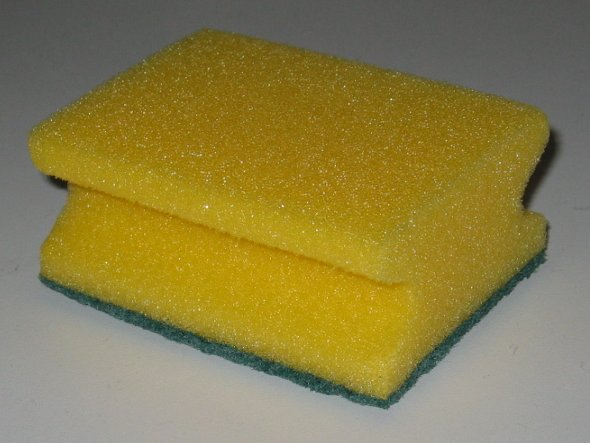
Putzschwamm
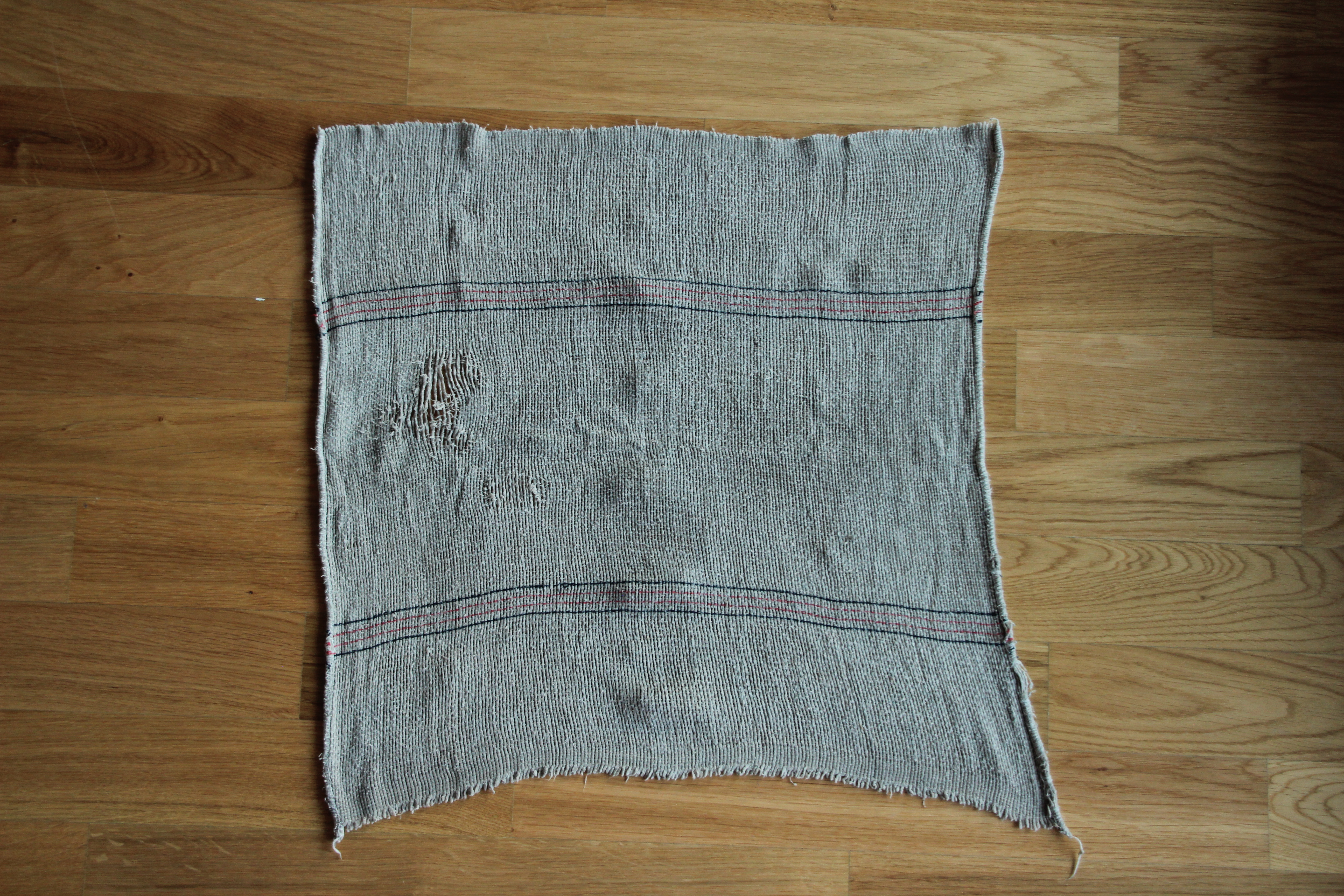
Putzlappen
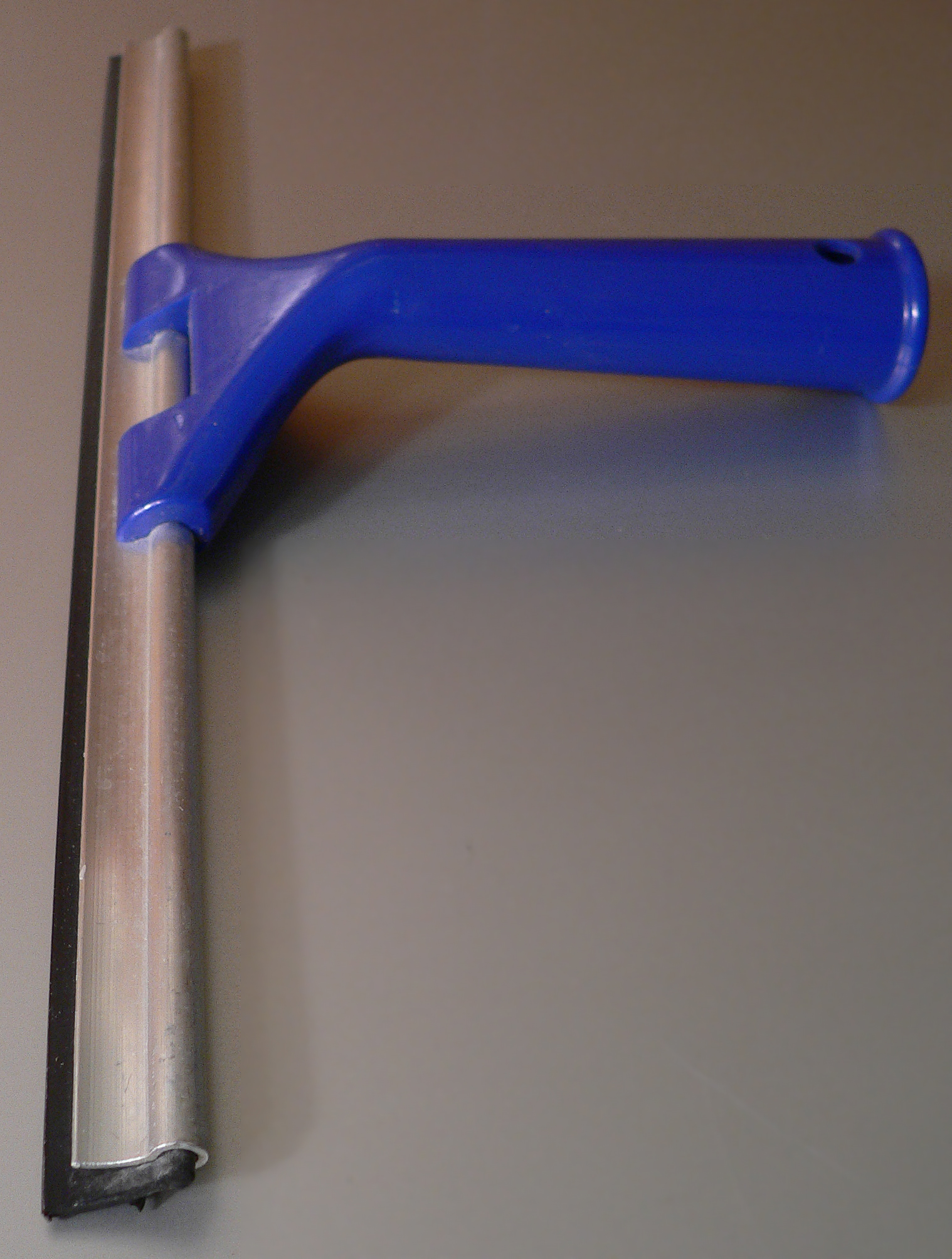
Abzieher
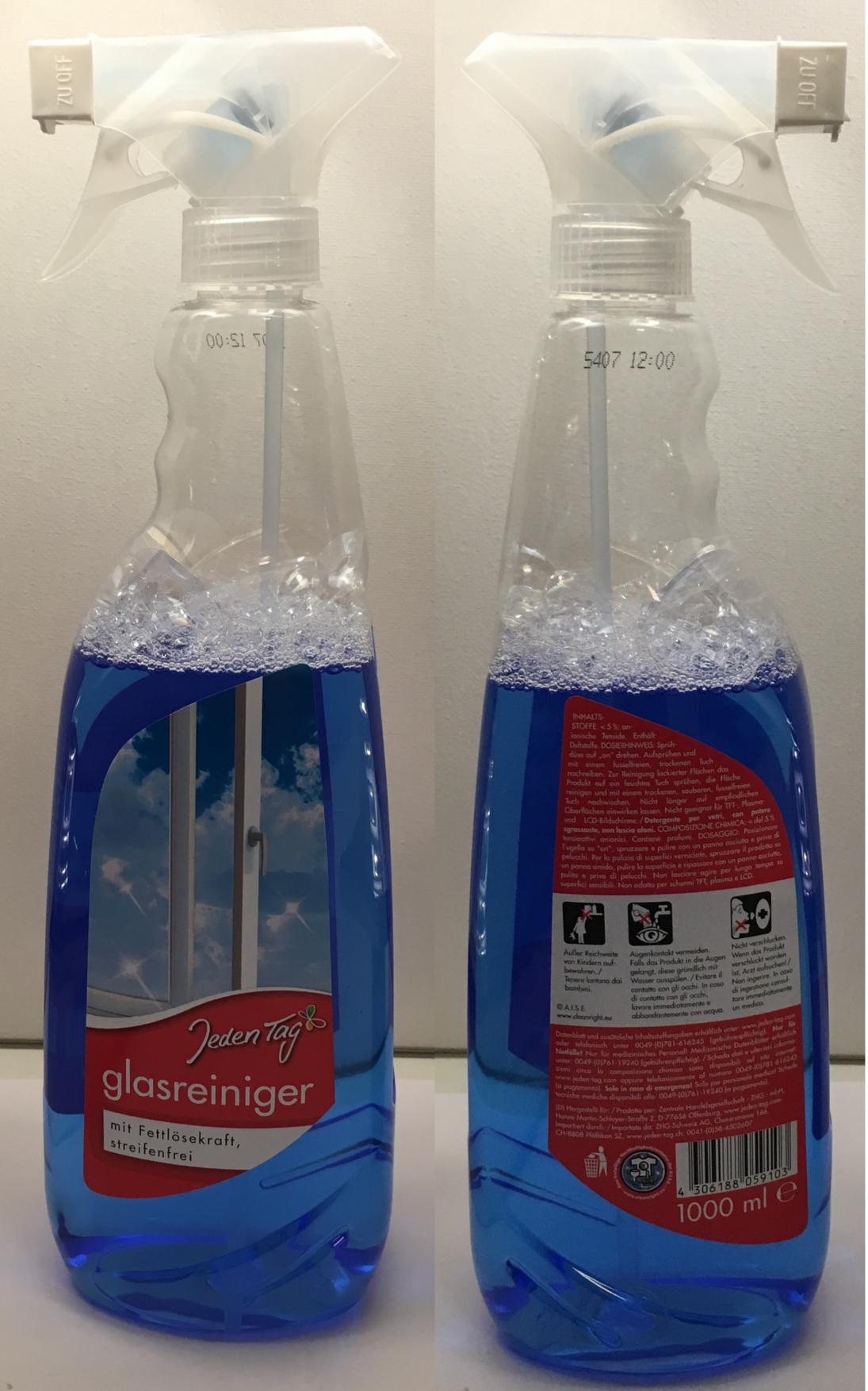
Glasreiniger
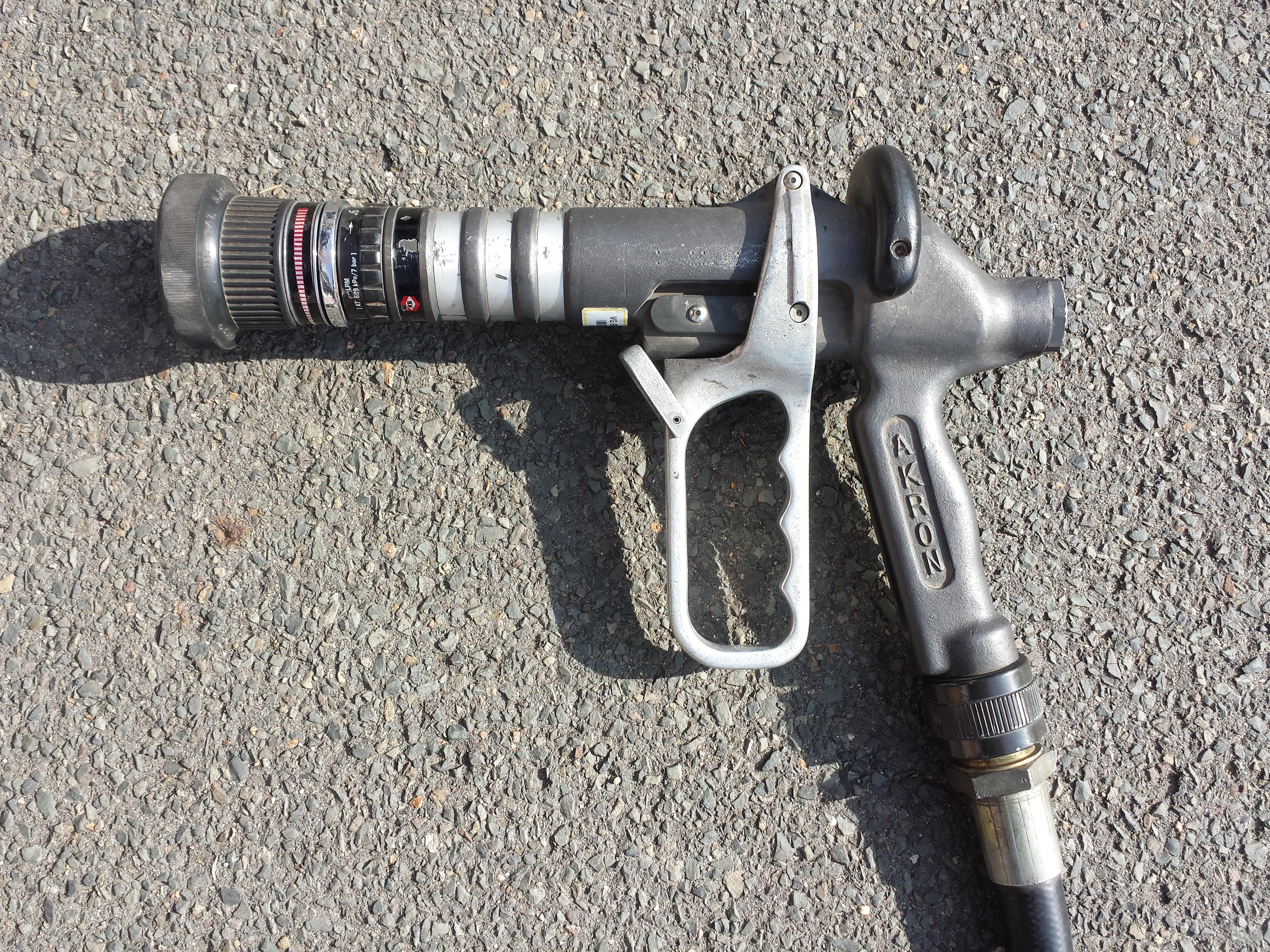
Hochdruckreiniger
- Fensterreinigungsroboter
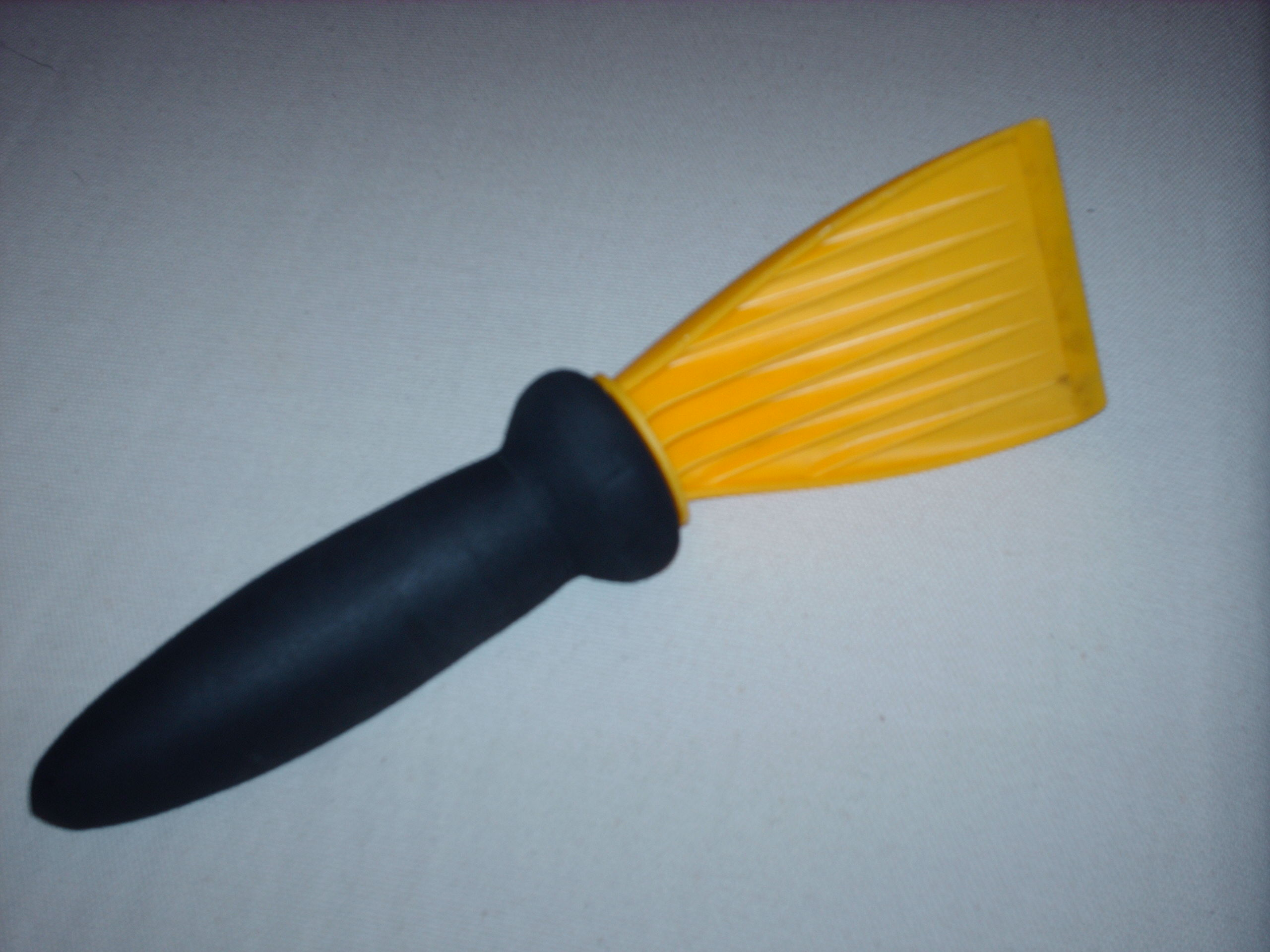
Eiskratzer

Zum Erreichen hoher Höhen werden Leitern, Abseilungen, Gerüste, spezielle Fahrzeuge, Hebebühnen oder Gondelanlagen verwendet.

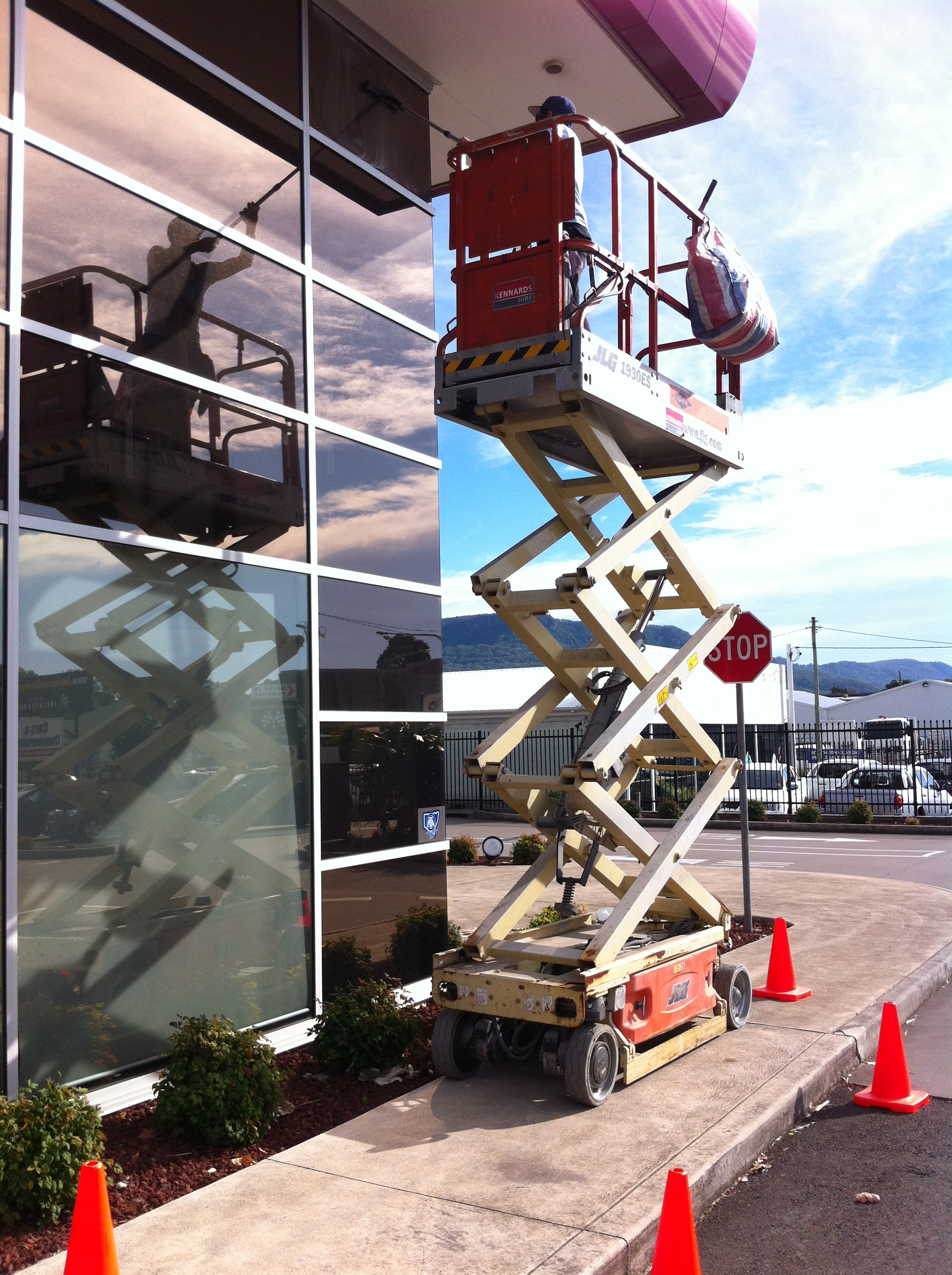
Fensterreinigung mit Hebebühne
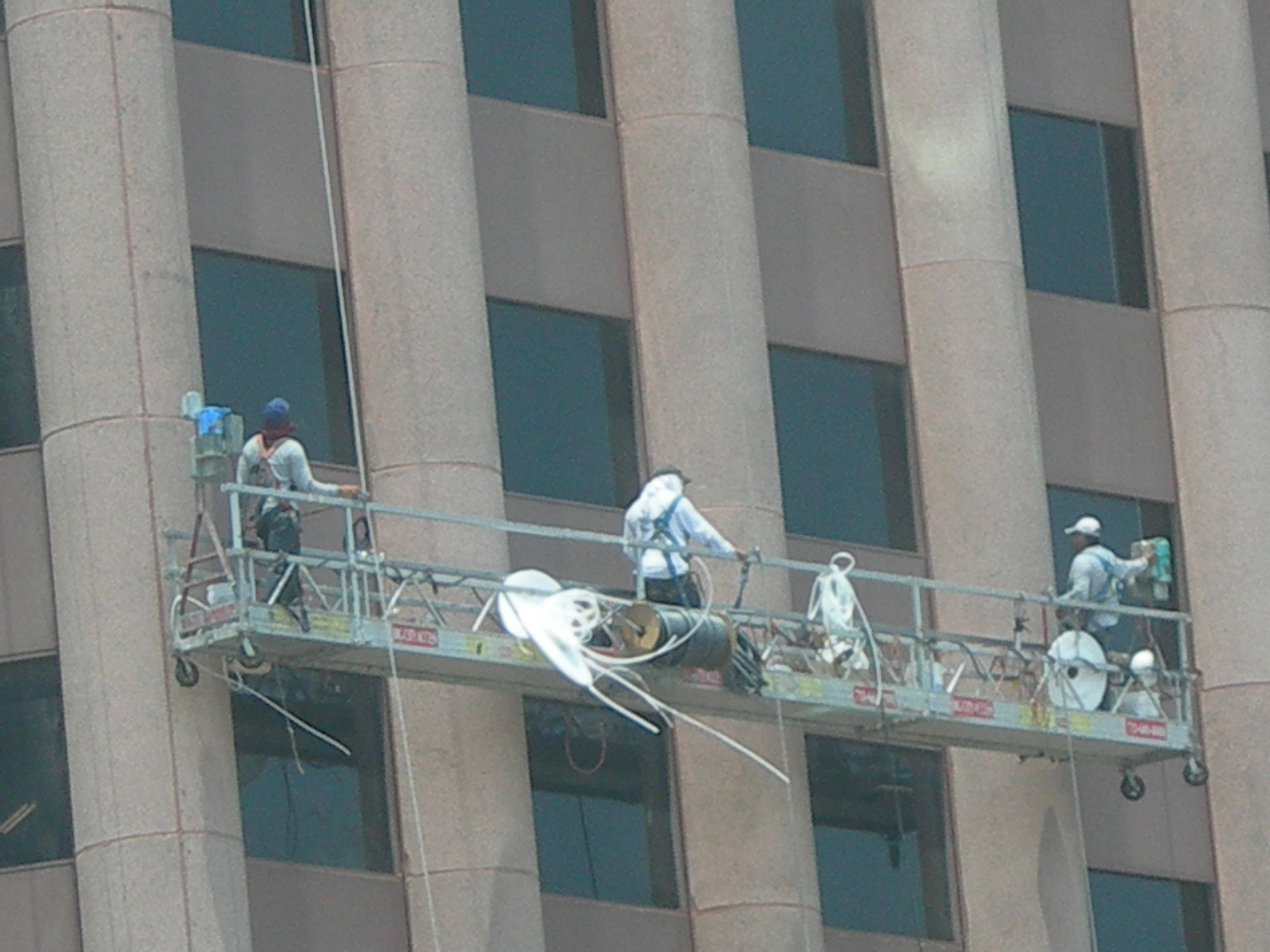
Reinigung eines Fenster mit einer Gondelanlage
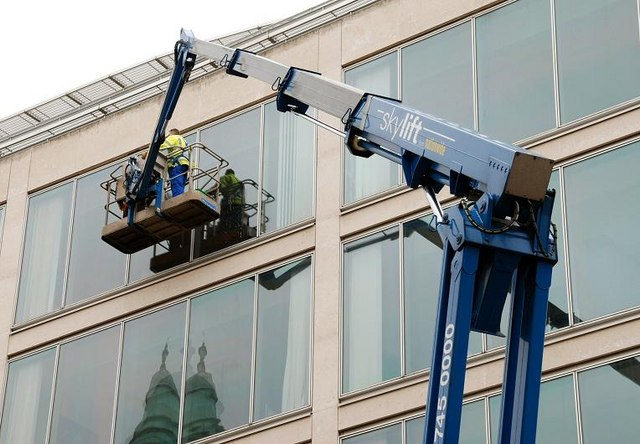
Fensterreinigung mit Hubarbeitsbühne
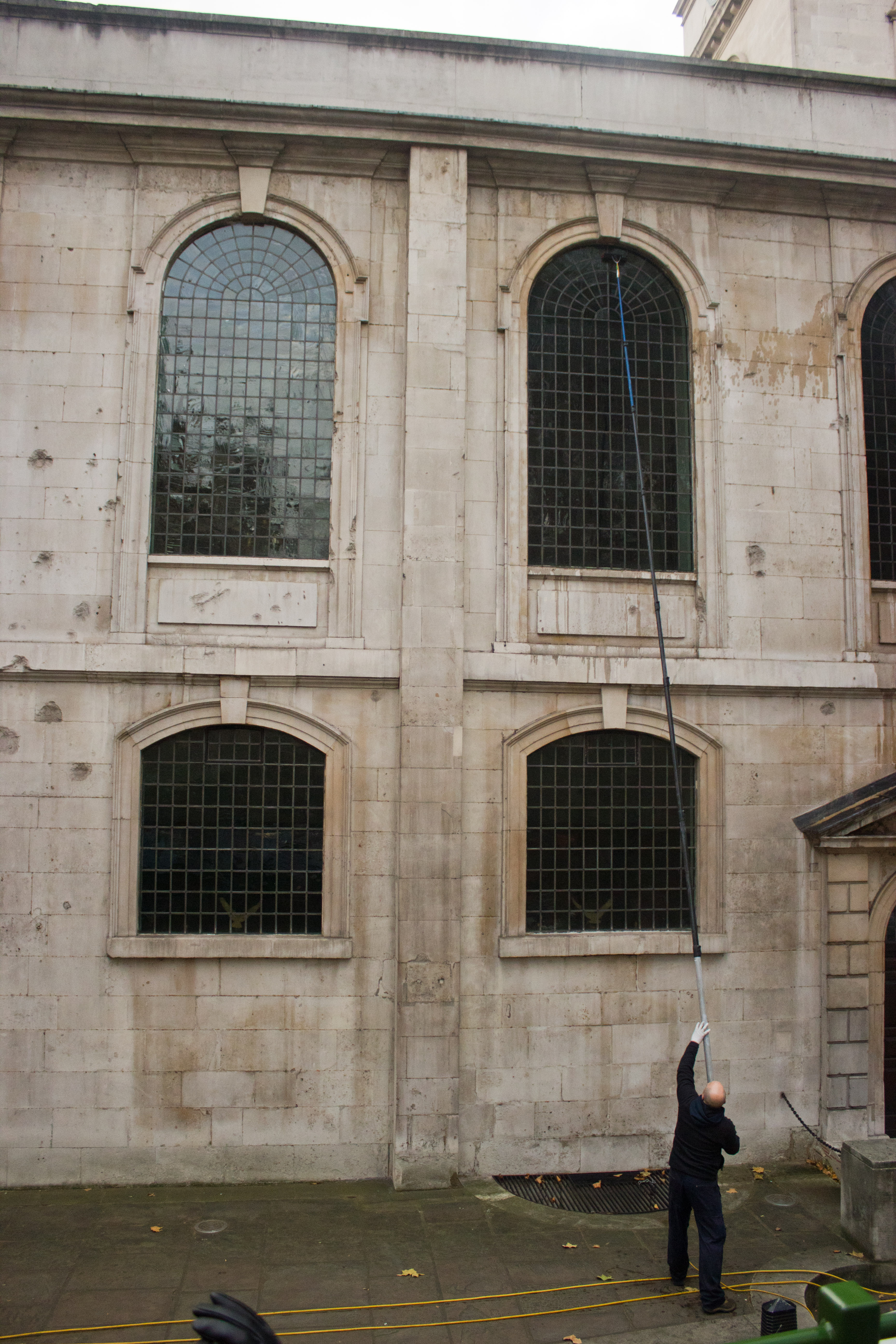
Fensterreinigung mit spezieller Teleskopstange
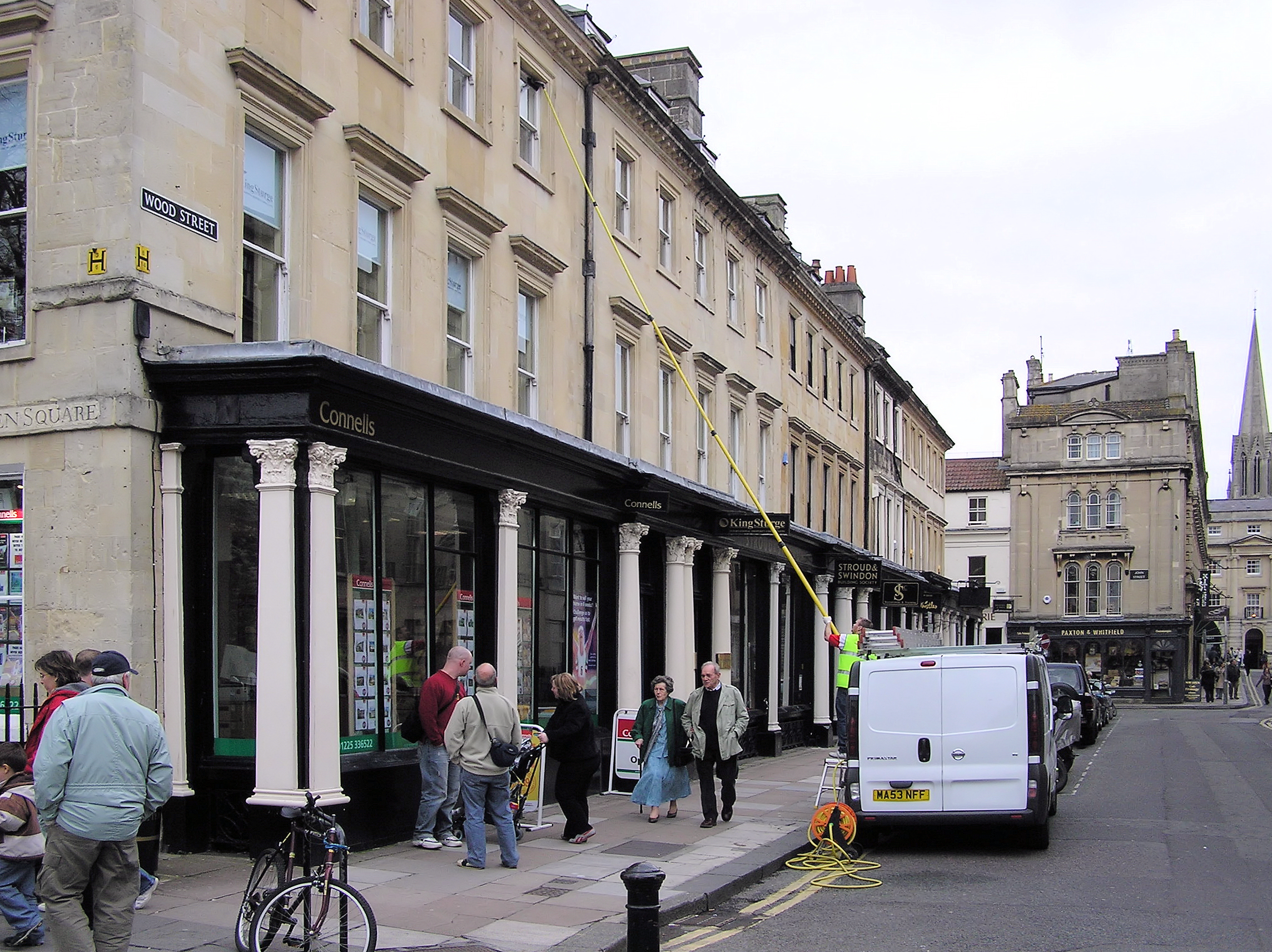
Reinigung mit Wasserdruck

## Risiken und Kritik
Besonders hohe Gebäude wie Wolkenkratzer können eine hohe Absturzgefahr für Fensterputzer darstellen. Daher ist eine richtige Absicherung der Plattform und Personen wichtig. Auch starke Wetterausprägungen wie Wind, Regen, Glätte und Nässe können zur Gefahr werden. So starb 1932 noch jeder 200. Fensterputzer in New York City bei seinem Beruf. Laut Versicherern haben Fensterputzer daher einen der gefährlichsten Jobs der Welt, ebenso wie Dachdecker, Tiefbauer und Maurer.
Da in vielen Ländern die Berufsbezeichnung nicht geschützt ist und nicht genug Sicherheit gewährleistet wird, werden mehr Gesetze in dem Bereich gefordert. Ebenfalls in Kritik geriet ein zu hoher Wasserverbrauch beim Fensterputzen, der durch automatisierte Systeme entsteht. Betreiber sagen aber, dass dieser meist deutlich geringer als in der Industrie und Energieerzeugung ist.

## Fensterputzer in Kunst und Kultur
Als Motiv ist das Fensterputzen auch in der bildenden Kunst präsent. So gibt es neben künstlerischen und musikalischen Kompositionen auch Filme und literarische Werke, die das Thema aufgreifenen.

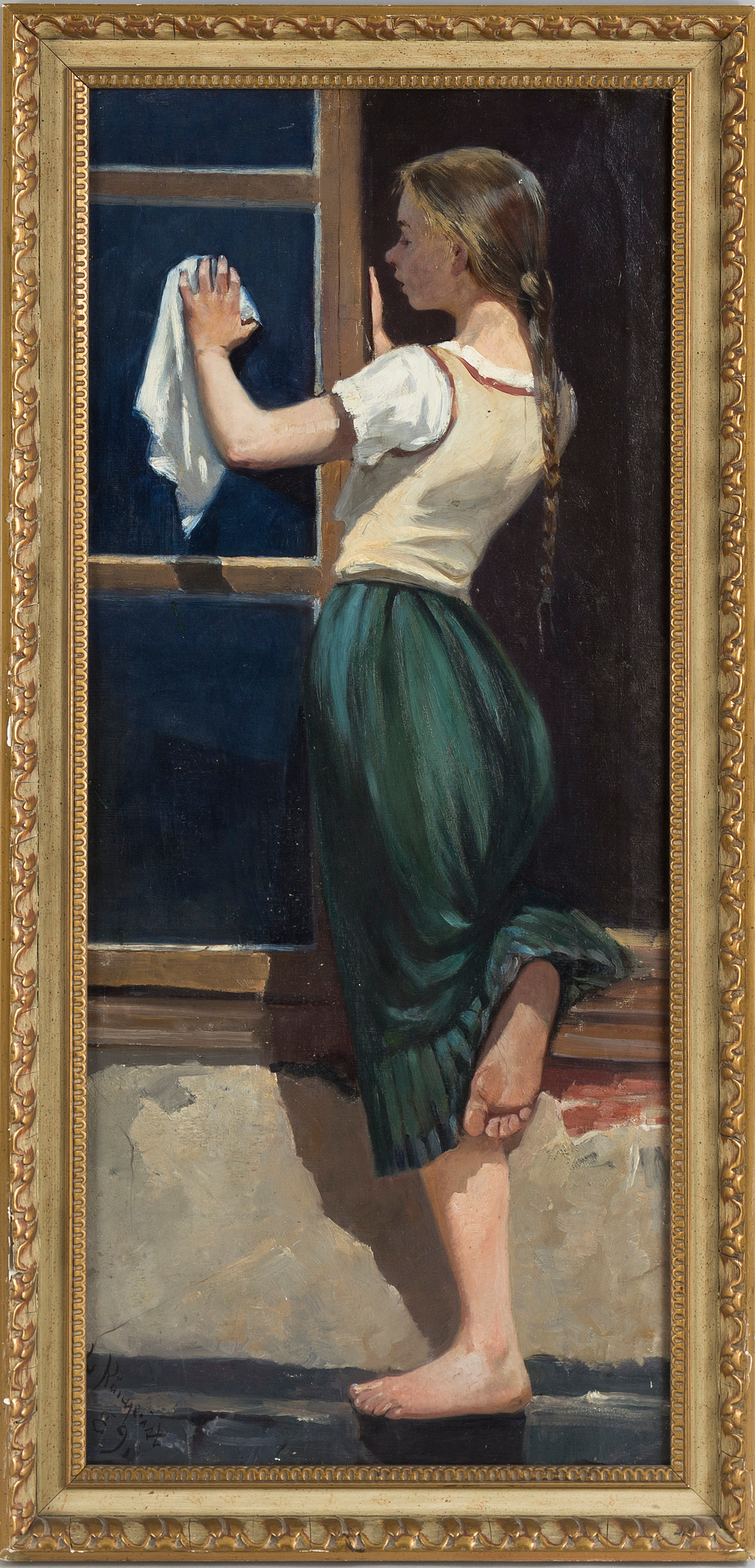
Gemälde einer jungen Frau beim Fensterputzen, Lotten Rönquist, 1898, Schweden
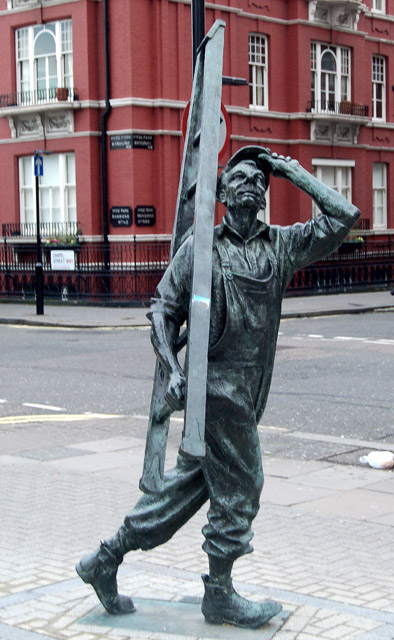
Statue eines Fensterputzers in der Chapel Street in London
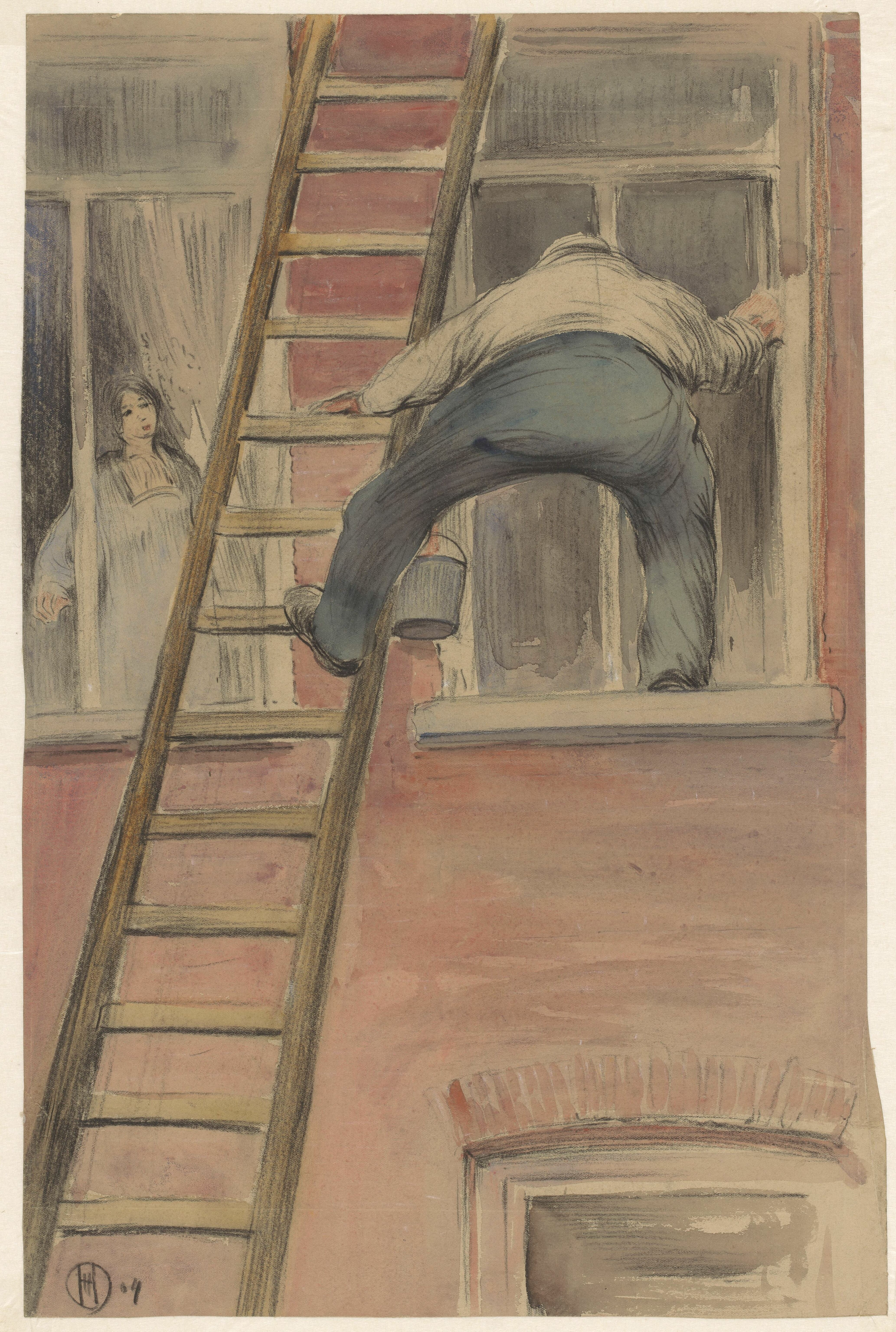
Glazenwasser, Aquarell von Herman Heijenbrock, 1904, Niederlande
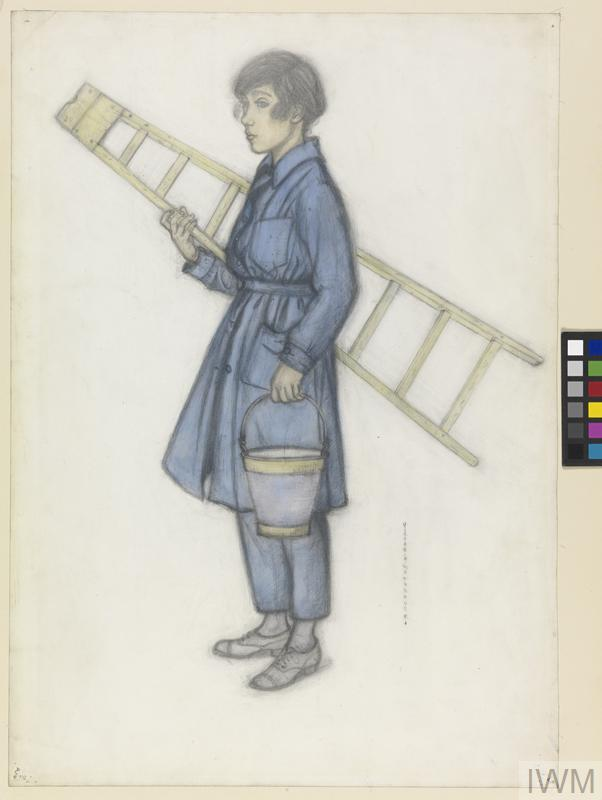
A Woman Window-cleaner, von 1919, Imperial War Museum, London
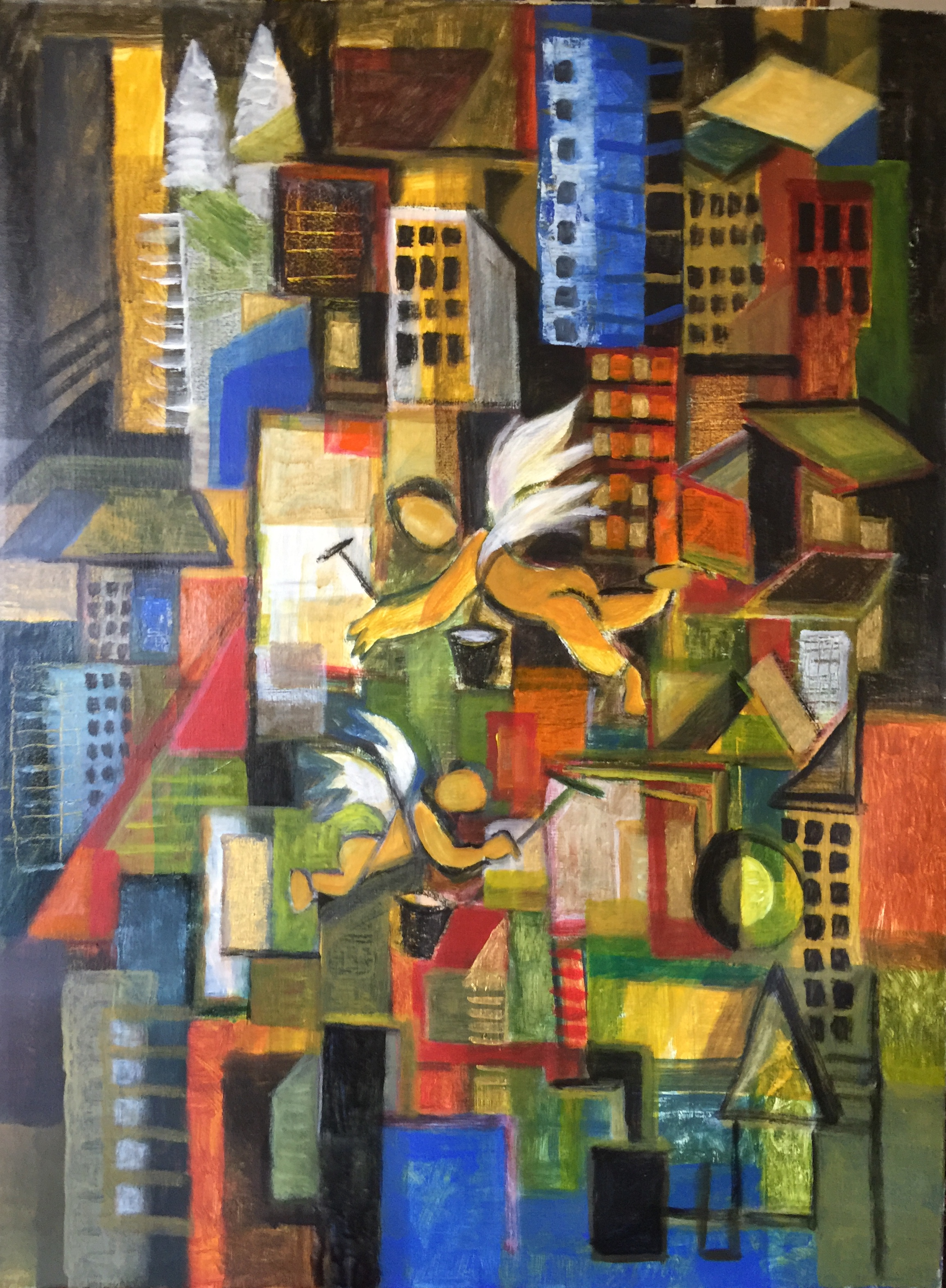
„Angels window cleaning“, Gemälde von Raja Segar